# پیز فروا
پیز فروا (به لاتین: Piz Fora) یک کوه در سوئیس است که در کانتون گراوبوندن واقع شده‌است. پیز فروا ۳٬۳۶۳ متر بالاتر از سطح دریا واقع شده‌است.